# Thaumasius
Thaumasius är ett släkte med fåglar i familjen kolibrier. Släktet omfattar två arter som förekommer från sydvästra Ecuador till centrala Peru:
- Tumbeskolibri (Thaumasius baeri)
- Fläckstrupig kolibri (Thaumasius taczanowskii)

Arterna placeras traditionellt i släktet Leucippus, men genetiska studier visar att dessa två utgör en egen utvecklingslinje.